# Gapençais
Le Gapençais est une région naturelle de France située dans les Alpes et dont la ville de Gap (Hautes-Alpes) est la localité la plus importante. C'est une cuvette d'altitude moyenne (740 m à Gap) au nord de la vallée de la Durance.

## Situation
Le Gapençais (c'est aussi le gentilé de Gap) est limité à l'ouest par le pays du Buëch (Veynois) et le Dévoluy, au nord par le Champsaur, au sud par la Durance puis le Sisteronais et les Préalpes de Digne, à l'est par le massif des Écrins et l'Embrunais. Le Gapençais est principalement arrosé par la Luye qui coule en direction du sud et se jette dans la Durance en amont de Tallard. Le « pays » stricto sensu compte 50 000 habitants environ dont 36 000 à Gap, soit 40 % de la population départementale.

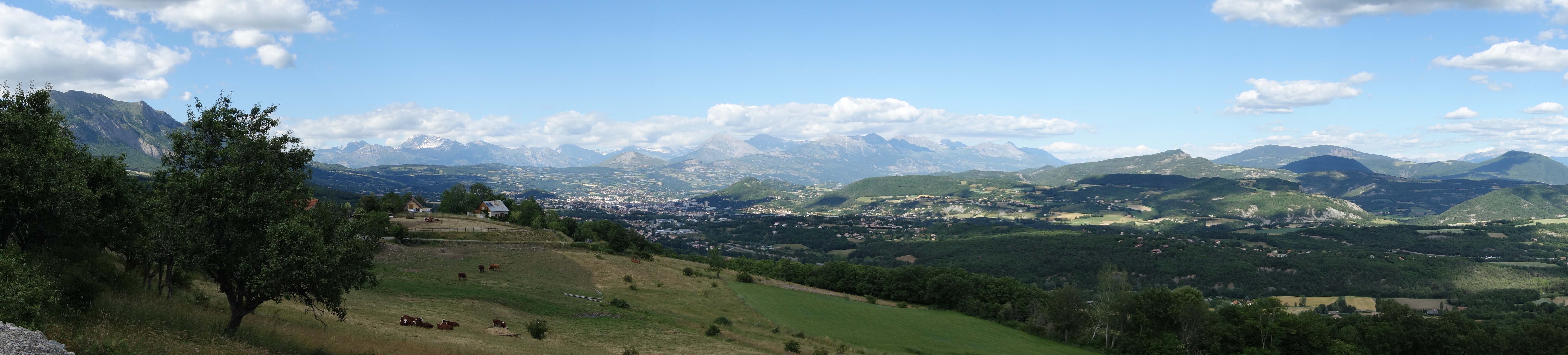
Panorama du bassin gapençais, vu de la Freissinouse

C'est la région centrale des Alpes du Sud, un carrefour important depuis l'époque gallo-romaine (pendant laquelle Gap s'appelait Vapincum). L'axe nord-sud est constitué par la route Napoléon (RN 85) qui, depuis Sisteron, rejoint Grenoble par le col Bayard. L'axe est-ouest relie l'Italie à la vallée du Rhône, par les cols de Montgenèvre (2200 m) au-dessus de Briançon et le col de la Saulce (877 m) entre la vallée du Buëch et celle de l'Eygues (RN 94).

## Activités

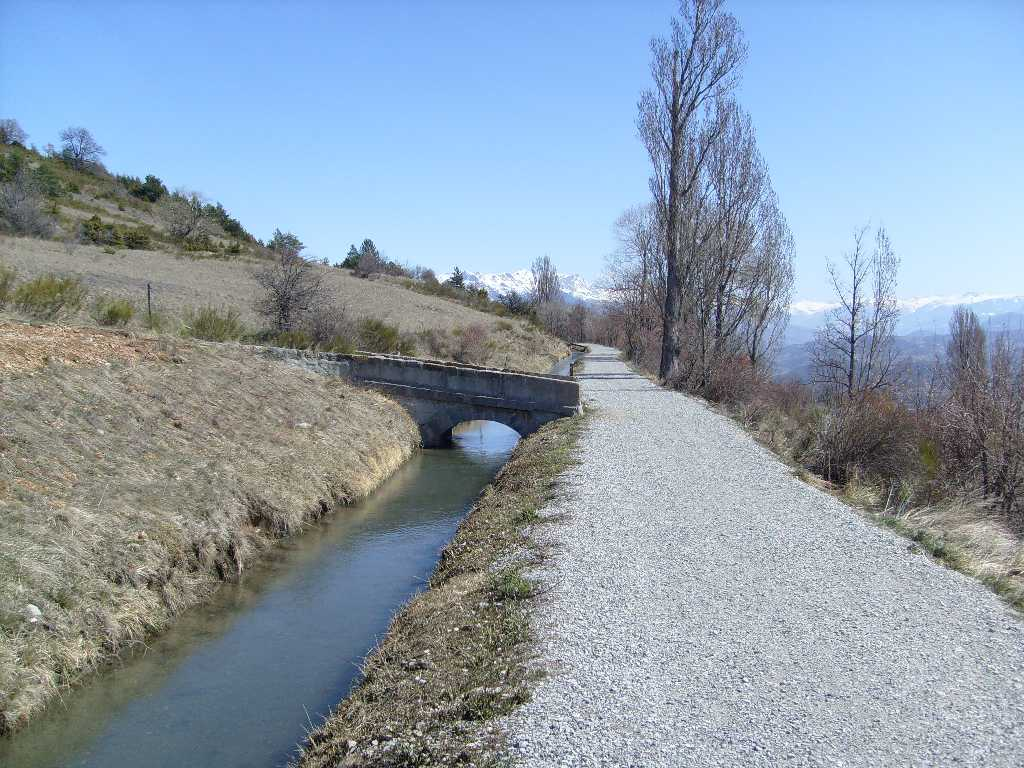
le canal de Gap dans les environs de La Freissinouse, un élément indispensable dans le développement de l'agriculture.

L'activité agricole reste importante : élevage laitier, ovin, céréaliculture, cultures fruitières (pommes, poires), élevage de chevaux.
Cependant, le tertiaire domine aujourd'hui, dynamisé par le tourisme et les fonctions administratives de Gap. 

## Le pays LOADT
Aujourd'hui, le Pays Gapençais est une structure administrative plus étendue puisqu'en plus du bassin de Gap il comporte au nord les vallées du Champsaur et du Valgaudemar, Tallard sur la Durance au sud.